# Yukio Goto
Yukio Goto (後藤 靱雄, Goto Yukio, ? – 1976) was een Japans voetballer die als verdediger speelde.

## Clubcarrière
Goto speelde voor Kwangaku Club. Goto veroverde er in 1929 en 1930 de Beker van de keizer.

## Japans voetbalelftal
Yukio Goto maakte op 25 mei 1930 zijn debuut in het Japans voetbalelftal tijdens een Spelen van het Verre Oosten tegen Filipijnen. Yukio Goto debuteerde in 1930 in het Japans nationaal elftal en speelde 4 interlands.

## Statistieken
| Japans voetbalelftal | Japans voetbalelftal | Japans voetbalelftal |
| Jaar                 | Wed.                 | Dlp.                 |
| -------------------- | -------------------- | -------------------- |
| 1930                 | 2                    | 0                    |
| 1931                 | 0                    | 0                    |
| 1932                 | 0                    | 0                    |
| 1933                 | 0                    | 0                    |
| 1934                 | 2                    | 0                    |
| Totaal               | 4                    | 0                    |